# Knödel

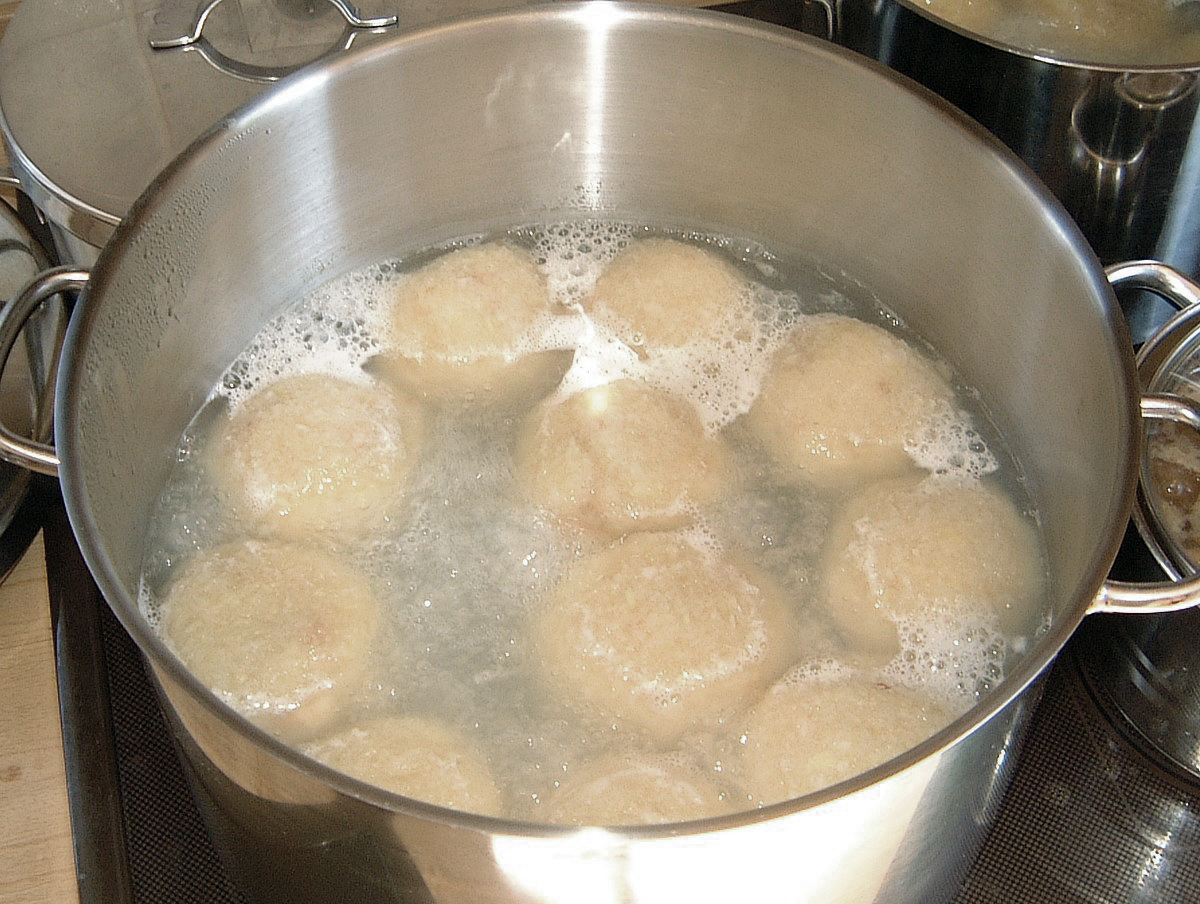
Preparació d'unes boles de patata Kartoffelknödel típiques de Baviera.

Klöße [Kløːsɘ] (plural de Kloß [Kloːs] en alemany) o també Knödel [Knøːdɘl] (denominació al sud) o Klopse (si la massa és de carn) és un menjar molt típic de la cuina d'Alemanya al sud-est, de la cuina d'Àustria, de la cuina de Bohèmia, i del Tirol del Sud (Tirol del Sud). Es fan d'una massa composta de diferents ingredients, el que tenen en comú les diferents tipus és que es couen en aigua amb sal i que tenen forma arrodonida. En algunes receptes se sol posar a l'interior de la bola un tros de pa torrat, fruita, carn, o altres aliments. Els Klöße se solen servir com plat principal, o com acompanyament, en una sopa, o fins i tot (si són dolços) com postres.

## Variants
Els Klöße, Knödel o Klößchen (Diminutiu de "Kloß") existeixen en diferents tipus i les variants es pot dir que depenen fonamentalment de l'ingredient amb el qual es preparen i són:
- Patata (Kartoffel): Kartoffelklöße, Thüringer Klöße (són crues o no han tingut cocció), Schlesische Klöße (elaborades amb patates cuites), els Gnocchi, els Marillenknödel, Zwetschkenknödel, Mohnknödel
- Pa: Elaborats amb pa sec, com ara els Semmelknödel, Serviettenknödel o Käseknödel.
- Semolina: Grießklößchen.
- Farina: Germknödel, Dampfnudel a, Apfelknödel, Fränkische Mehlklöße, Klute, Hefeklöße, Schlesische Mehlklöße, Buchweizenknödel.
- Quark/Topfen: Topfenknödel, Marillenknödel, Zwetschkenknödel.
- Carn: En aquest cas són molt similars a les pilotes. En són exemples els Königsberger Klopse, Saumaisen, Frikadellen (també anomenades Buletten o Fleischpflanzerl), Leberknödel, Markklößchen, Blutknödel

Altres variants s'elaboren amb mescles d'aquests ingredients, per exemple: Böhmische Knödel, Tiroler Pressknödel, Heidenknödel, Thüringer Aschklöße, Sächsische Wickelklöße, Klosterneuburg Knödel, Lausitzer Klöei, Pilzknödel, Holsteiner Buchweizenklöße i molts altres.

## Curiositats
Coloquialment a Àustria i al Tirol del Sud les escoles d'ocupació domèstica es denominen Knödelakademie ("Acadèmies de Knödel").